# بختیار رحمانی
بختیار رحمانی (زادهٔ ۱ مهر ۱۳۷۰) بازیکن فوتبال اهل ایران است که در پست هافبک بازی می کند.

## زندگی شخصی
بختیار رحمانی در سال۱۳۷۰ در شهرستان سرپل ذهاب از توابع کرمانشاه به دنیا آمد. بختیار به خوانندگی علاقه دارد؛ او تاکنون یک نماهنگ با نام «سفر کردی» به زبان کردی منتشر کرده‌است. او در سال ۱۴۰۲ به جهت تهدید و توهین به مدیر وقت پرسپولیس، افشین پیروانی، به هشت ماه حبس محکوم شد. 

## فوتبال باشگاهی

### فولاد خوزستان
بختیار رحمانی فوتبال را از کودکی و در زمین خاکی آغاز کرد. در سال ۱۳۸۵ در بازی بین تیم‌های زاگرس و فولاد در لیگ برتر نوجوانان، بختیار نظر مسئولان آکادمی فولاد را به خود جلب کرد و در فصل بعد در تیم جوانان فولاد خوزستان بازی کرد. او یک سال بعد توسط آگوستو ایناسیو به تیم بزرگسالان باشگاه اضافه شد و در حالی که تنها ۱۷ سال داشت در رقابت‌های لیگ آزادگان، ۱۹ بار به میدان رفت و ۳ گل به ثمر رساند. در پایان آن فصل، فولاد به دسته بالاتر صعود کرد و بختیار حضور در لیگ برتر را نیز تجربه کرد. مجید جلالی به رحمانی علاقه زیادی داشت و در فصل‌های بعدی تحت هدایت جلالی، بختیار همواره در ترکیب اول فولاد حضور داشت. در لیگ یازدهم با صلاح‌دید جلالی پست بازی بختیار کمی به جلو متمایل شد و از آن زمان او بیشتر وظیفه یک بازی‌ساز را به عهده دارد تا یک هافبک مرکزی. در لیگ دوازدهم و با جدایی جلال کاملی‌مفرد، بختیار کاپیتان فولاد شد. بختیار در پایان فصل دوازدهم لیگ برتر قراردادش با باشگاه را تا تابستان ۱۳۹۵ تمدید کرد.

### تراکتور تبریز
در تابستان سال ۱۳۹۴ رحمانی قراردادی دو ساله را با تراکتور ایران صرف گذراندن دورهٔ سربازی در باشگاه به امضا رساند. در تاریخ ۵ اسفند ۱۳۹۴ رحمانی دو گل به ثمر رساند و به پیروزی ۴–۰ تراکتور در برابر تیم الجزیره امارات در لیگ قهرمانان آسیا کمک کرد.

### استقلال تهران
بختیار در تاریخ ۱۴ خرداد ۱۳۹۵ با عقد قرار دادی دوساله به تیم استقلال تهران پیوست.

### فولاد خوزستان
در پی ناکامی‌های بختیار در باشگاه استقلال، در نیم فصل دوم ۱۳۹۵ وی تصمیم به جدایی از باشگاه استقلال گرفت و به تیم فولاد بازگشت.

### ذوب‌آهن اصفهان
در تاریخ ۲۱ آذر ۱۳۹۶، او به ذوب‌آهن اصفهان پیوست.
- بازی و گل

| باشگاهی | باشگاهی | باشگاهی   | لیگ  | لیگ | جام      | جام      | قاره | قاره | مجموع | مجموع |
| فصل     | باشگاه  | لیگ       | بازی | گل  | بازی     | گل       | بازی | گل‌   | بازی  | گل‌    |
| ایران   | ایران   | ایران     | لیگ  | لیگ | جام حذفی | جام حذفی | آسیا | آسیا | مجموع | مجموع |
| ------- | ------- | --------- | ---- | --- | -------- | -------- | ---- | ---- | ----- | ----- |
| ۸۷–۸۶   | فولاد   | آزادگان   | ۱۹   | ۳   | ۲        | ۰        | -    | -    | ۲۱    | ۳     |
| ۸۸–۸۷   | فولاد   | خلیج فارس | ۱۴   | ۱   | ۲        | ۰        | -    | -    | ۱۶    | ۱     |
| ۸۹–۸۸   | فولاد   | خلیج فارس | ۲۴   | ۳   | ۱        | ۰        | -    | -    | ۲۵    | ۳     |
| ۹۰–۸۹   | فولاد   | خلیج فارس | ۳۰   | ۴   | ۲        | ۰        | -    | -    | ۳۲    | ۴     |
| ۹۱–۹۰   | فولاد   | خلیج فارس | ۳۰   | ۴   | ۲        | ۰        | -    | -    | ۳۲    | ۴     |
| ۹۲–۹۱   | فولاد   | خلیج فارس | ۳۱   | ۵   | ۱        | ۰        | -    | -    | ۳۲    | ۵     |
| ۹۳–۹۲   | فولاد   | خلیج فارس | ۲۸   | ۵   | ۲        | ۱        | ۷    | ۲    | ۳۷    | ۸     |
| کل دوره | کل دوره | کل دوره   | ۱۷۶  | ۲۵  | ۱۲       | ۱        | ۷    | ۲    | ۱۹۵   | ۲۸    |

- پاس گل

| فصل   | باشگاه | پاس گل |
| ----- | ------ | ------ |
| ۸۸–۸۷ | فولاد  | ۱      |
| ۸۹–۸۸ | فولاد  | ۳      |
| ۹۰–۸۹ | فولاد  | ۴      |
| ۹۱–۹۰ | فولاد  | ۶      |
| ۹۲–۹۱ | فولاد  | ۱۱     |
| ۹۳–۹۲ | فولاد  | ۵      |

## تیم ملی
بختیار رحمانی در سال ۱۳۸۳ برای اولین بار به تیم ملی نونهالان دعوت شد و در سال‌های بعد در رده‌های مختلف تیم ملی حضور یافت و در همه رده‌ها به میدان رفت. او در رده جوانان صاحب بازوبند کاپیتانی و در رده امید نیز به اردوهای متعددی دعوت شد اما پس از انتشار شایعه برگزاری کنسرت توسط بختیار، منصوریان او را از کنار گذاشت. البته بختیار این شایعه را رد کرد و پس از مدتی دوباره به تیم بازگشت و بازوبند را به بازو بست. او به همراه تیم امید قهرمان ۱۱امین تورنمنت دوستانه قطر شد. رحمانی در دیدار دوستانه مقابل تیم ملی فوتبال کویت در یکم خرداد ۱۳۹۲ برای اولین بار برای تیم ملی بزرگسالان ایران به میدان رفت.

### حواشی
- کارت معافیت از سربازی وی در جریان جنجال کارت معافیت بازیکنان فوتبال، باطل اعلام شد.

## رکوردها و افتخارات
- جوان‌ترین گل‌زن فولادخوزستان در یک دیدار رسمی با ۱۷ سال سن
- جوان‌ترین کاپیتان تاریخ لیگ برتر با ۲۲ سال سن[۴]
- دومین گلزن برتر تاریخ فولادخوزستان با ۲۵ گل زده
- دومین پاسور برتر لیگ برتر فوتبال ایران ۹۲–۱۳۹۱ با ۱۱ پاس گل به همراه فولاد خوزستان
- تیم منتخب فصل ۹۲–۱۳۹۱ لیگ برتر ایران به همراه فولاد خوزستان[۱۱]
- قهرمانی در تورنمنت دوستانه قطر ۲۰۱۳ به همراه تیم ملی امید[۹]
- قهرمانی در لیگ برتر ایران ۹۳–۱۳۹۲ به همراه فولاد خوزستان
- نایب قهرمانی در لیگ برتر ایران ۹۷–۱۳۹۶ به همراه ذوب‌آهن
- نایب قهرمانی در لیگ برتر ایران ۹۸–۱۳۹۷ به همراه سپاهان
- نایب قهرمانی لیگ دسته یک سوئد ۲۰۱۷ به همراه دالکورد